# 자유 중성자
자유 중성자(自由中性子)는 원자핵의 바깥에 존재하는 중성자이다. 중성자가 원자핵 내부에 결합되어 있을 때는 안정해 있지만, 자유 중성자는 불안정하며 15분 이하의 반감기를 가지고 베타 붕괴를 겪게 된다. 유일한 붕괴방식은 양성자, 전자, 반중성미자로 붕괴하는 베타 붕괴이며, 생성된 양성자와 전자는 수소 원자를 형성한다.
{\displaystyle {\hbox{n}}\to {\hbox{p}}+{\hbox{e}}^{-}+{\overline {\nu }}_{\mathrm {e} }}
자유 중성자가 비록 화학 원소는 아니지만, 동위원소의 표에 자주 포함된다. 그리고 원자번호 0, 원자질량 1을 가진 것으로 생각하기도 한다.
원자로는 엄청난 양의 자유 중성자를 생산하도록 설계된다. 원자로의 역할은 에너지를 생산하는 연쇄반응을 유지하도록 하는 것이다. 고농도의 중성자 복사는 중성자 활성화 과정을 통해 여러 가지 방사성 동위원소를 형성한다.

## 같이 보기
- 고속 중성자
- 이온화 복사
- 동위원소
- 중성자별